# Taglit Birthright Israel
Taglit Birthright Israel es una organización que organiza viajes a Israel para jóvenes judíos. Su objetivo es reducir la división que hay entre Israel y la diáspora judía alrededor del mundo y fortalecer la identidad judía de los participantes, así como su conexión con la historia y la cultura judía.
En el verano de 2011, más de 250.000 jóvenes (más de 22.000 por año), de 52 diferentes países, participaron en el programa desde su creación en el invierno del año 2000. De ellos, el 70 % son ciudadanos estadounidenses. Desde 2007, la capacidad anual del programa se incrementó a 37.000 participantes por año. Taglit es una palabra en hebreo que significa Descubrimiento.

## Historia

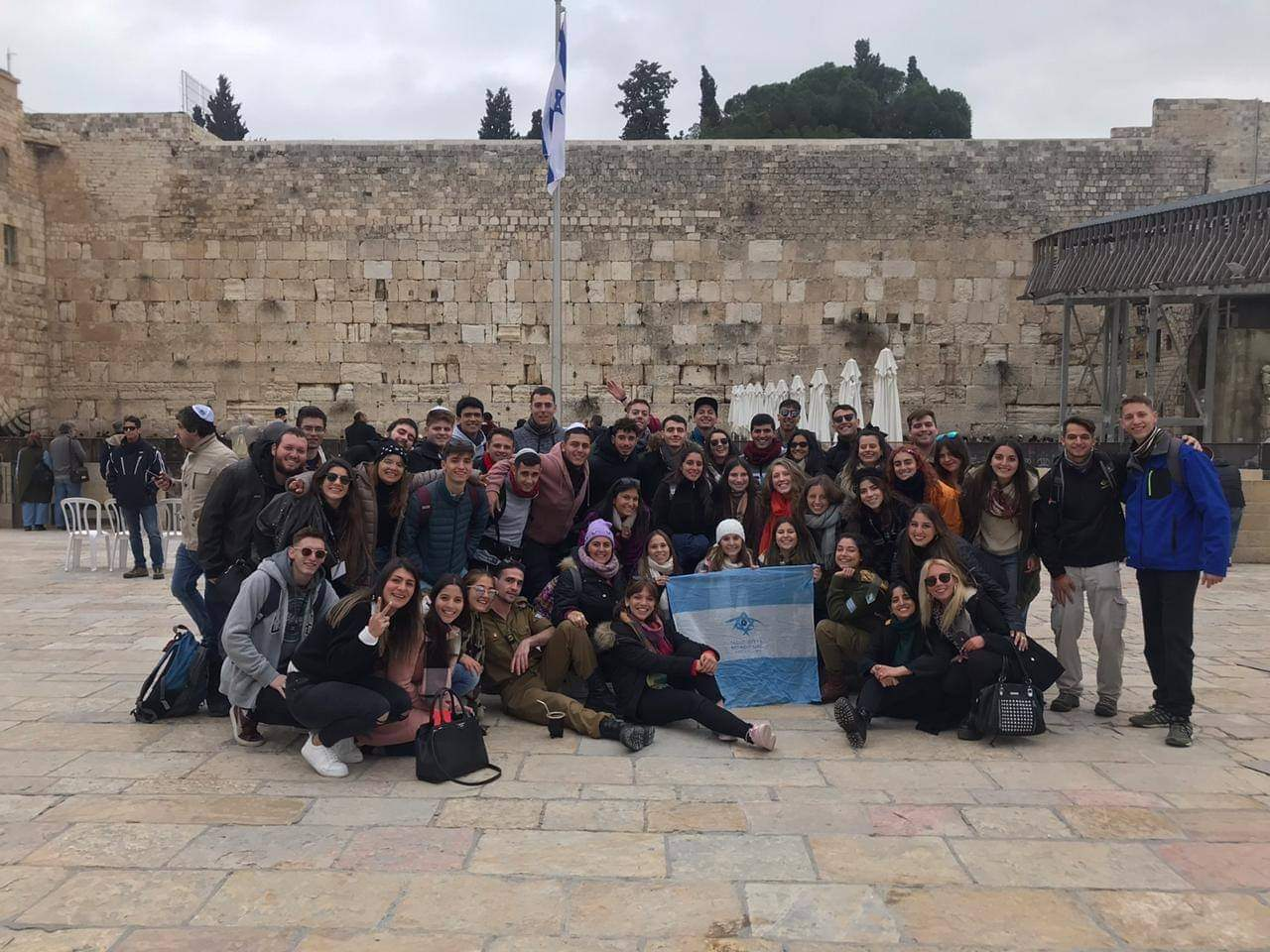
Grupo de Taglit en 2020

El programa fue creado por el ex-ministro de justicia israelí Yossi Beilin en 1994, con la cooperación de Charles Bronfman y Michael Steinhardt. Lo financian el gobierno israelí, filántropos privados y la Agencia Judía para la Tierra de Israel; además, cuenta con el apoyo de la diáspora judía en el Mundo.
Ha invertido más de 400 millones de dólares estadounidenses en viajes educativos a Israel. Educadores de alto nivel, historiadores y profesionales del turismo han sido contratados para planificar el programa. La demanda es muy alta. Los viajes son llevados a cabo en invierno y en el verano israelí. El registro es en línea y en cada viaje hay más solicitantes que plazas disponibles. 
En el plano económico, el programa Birthright Israel ha generado unos ingresos turísticos que llegan a la suma de 1.5 billones de nuevos séquels israelíes en servicios como hoteles, comida, seguridad, guías, entradas, transporte y vuelos.

## Elegibilidad
Los individuos elegibles para participar en el programa son todos aquellos que tienen al menos un pariente judío y que no practican activamente otra religión. Los participantes deben tener entre 18 y 26 años, ambos incluidos, estar graduados, no haber participado antes en algún otro viaje educativo o de estudios, y no haber vivido en Israel después de los 12 años, aunque en 2014 se modificaron las normas del programa, permitiendo que aquellos que hayan viajado con otros planes antes de los 18 años y hayan vivido en el país menos de tres meses, también puedan ser elegidos para participar en el plan Según la información de agosto de 2009, aquellas personas que cumplan 27 antes del 1.° de diciembre no son elegibles para los viajes del año siguiente.
El viaje de Taglit-Birthright Israel incluye pasajes aéreos desde las principales ciudades, hoteles, casi todas las comidas (media pensión), transporte en Israel y los costos asociados al turismo en el país durante los 10 días del viaje. 
Un depósito de 260 dólares estadounidenses es requerido, el cual puede ser reembolsado hasta 15 días después de volver del viaje. El transporte desde la ciudad de origen del participante hasta el aeropuerto de salida no está incluido, partiendo desde múltiples ciudades.

## Organizadores del viaje
Los viajes son organizados por diferentes organizaciones y compañías que previamente han sido acreditadas por Taglit-Birthright Israel, según los estándares logísticos, educativos y de seguridad. Todos los grupos son liderados por guías turísticos israelíes licenciados y son acompañados por un guardia de seguridad que va armado; el viaje incluye visitas al Muro de las Lamentaciones y al museo Yad Vashem, así como a otros sitios que son determinados por Taglit-Birthright Israel. Los viajes pueden variar según la edad del grupo y su contexto religioso. El viaje puede estar orientado a estudiantes, graduados, universitarios, participantes de una ciudad en particular; ortodoxos, reformistas, entusiastas, aventureros, pluralistas, etc.

## Itinerario

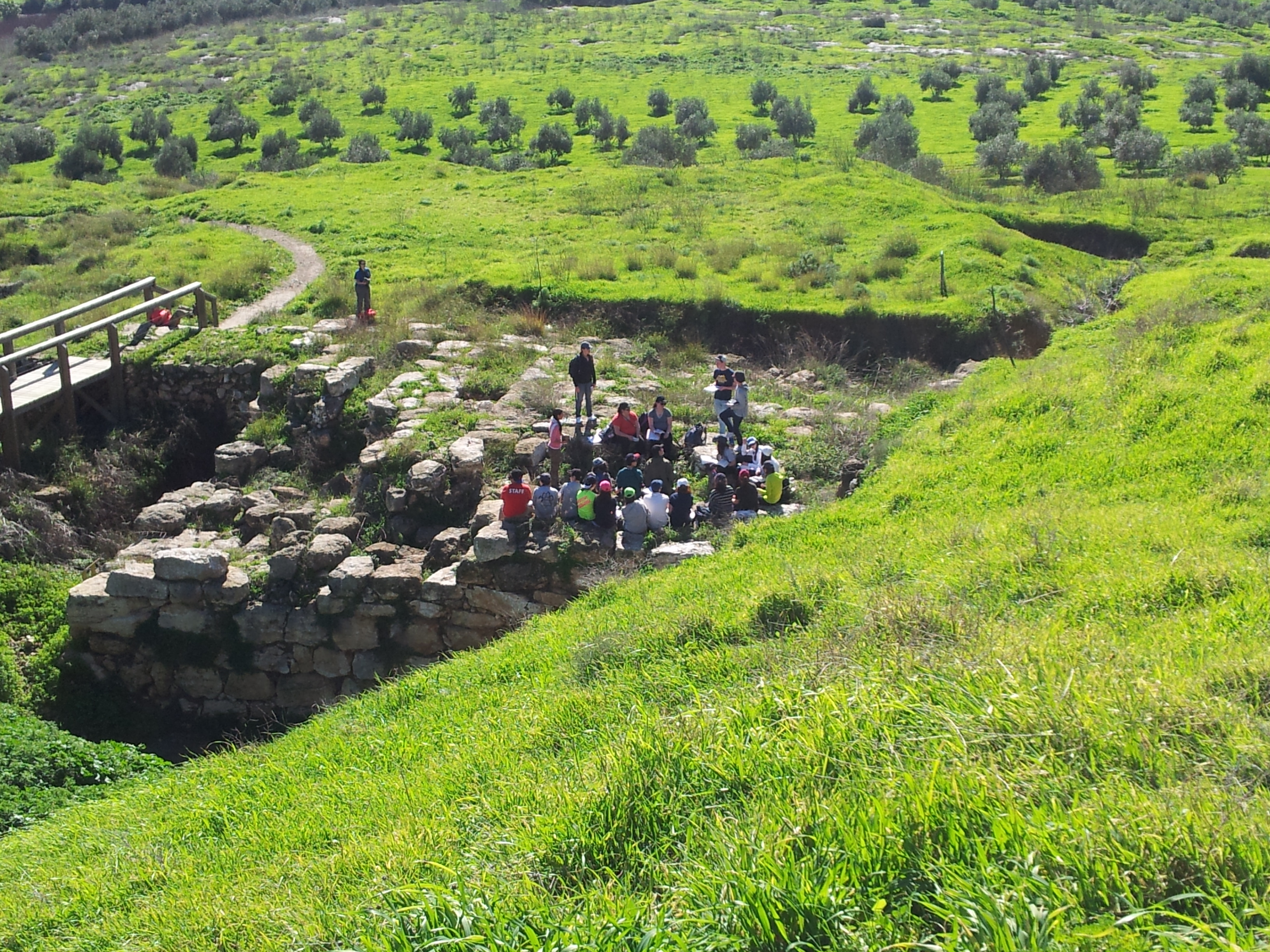
Turistas de Birthright en Tel Gezer, 2013

Los viajes generalmente duran 10 días, y a menudo incluyen lo que se llama un Mega Evento, en el que intervienen dignatarios, embajadores, bandas musicales y el encuentro de todos los participantes de todas las organizadoras de viajes que se encuentran en ese momento en Israel. Otra característica de los viajes es un mifgash (encuentro) de 5 a 10 días con ciudadanos israelíes, especialmente soldados sirviendo en las Fuerzas de Defensa de Israel (FDI), quienes se unen al viaje como iguales. El propósito de este mifgash es que los participantes y los soldados se conozcan entre sí, para así entender cada punto de vista individual desde una perspectiva del otro lado del mundo. Un componente del encuentro es una sesión de discusión, que anima a explorar tópicos como: ¿Qué significa ser judío en el mundo moderno?, ¿En qué se diferencia la vida del judío de Israel del judío del resto del mundo?, ¿Qué tienen en común los Jóvenes judíos israelíes con los judíos de la diáspora, y qué los separa?, ¿De qué manera impacta el servicio militar obligatorio en la percepción que los jóvenes tienen sobre el servicio y el compromiso hacia su país?, entre otras preguntas. Este encuentro con los soldados trata de darle a los participantes la oportunidad de conocer Israel a través de los jóvenes israelíes de aproximadamente su misma edad. Más de 30.000 ciudadanos israelíes (principalmente soldados de las FDI) formaron parte del programa desde el año 2000.
El itinerario incluye visitas a sitios históricos, religiosos y a lugares que forman parte del patrimonio cultural, por todo el país, incluyendo Jerusalén, el Muro de las Lamentaciones y el Mar Muerto. Muchos viajes también incluyen visitas a la ciudad de Tel Aviv y a la región de Galilea. Los viajes no pretenden ser una visita exhaustiva de Israel, sino tan solo una primera introducción. Los participantes del programa son alentados a permanecer más tiempo en Israel o a retornar más adelante por su propia cuenta. Los participantes tienen la opción de aplazar su regreso durante 3 meses adicionales y de usar ese tiempo para explorar Israel y la región.

### Medidas de seguridad
Birthright sigue una política de seguridad durante el viaje que asegura un estancia razonablemente segura.
- Birthright no visita la región de Cisjordania, la Franja de Gaza, ni los barrios árabes de Jerusalén Este.
- Birthright visita el barrio judío de la ciudad vieja de Jerusalén.
- Los participantes de cada grupo deben permanecer juntos en todo momento y seguir la agenda planeada de actividades.
- Los participantes no pueden abandonar el grupo ni visitar Israel por su cuenta durante los 10 días que dura el viaje.
- El uso del transporte público no está permitido en ningún momento.
- Un guardia de seguridad armado debe escoltar al grupo durante todo el viaje.

## Fondos
Taglit-Birthright Israel percibe la mitad de todos sus ingresos directamente del gobierno israelí. Otras contribuciones proceden de las Federaciones Judías de América del Norte y de la Agencia Judía para la Tierra de Israel, así como de muchos filántropos privados, a través de la Fundación Birthright, incluyendo entre ellos a Charles Bronfman, Michael Steinhardt y a Lynn Schusterman. Steinhardt se describe a sí mismo como un ateo y dijo que ofrece su apoyo a Taglit porque quiere apoyar los valores humanísticos del judaísmo. El programa también recibe dinero procedente del gobierno federal alemán.
En 2007, Miriam y Sheldon Adelson se comprometieron a donar 25 millones de dólares estadounidenses a Birthright Israel. En ese mismo año, había muchos participantes que estaban inscritos en las listas de espera, y por ello se tuvo que incrementar la capacidad anual del programa, pasando de 25.000 a 37.000 participantes entre los años 2007 y 2008. La fundación de la familia Adelson ha entregado más de 100 millones de dólares estadounidenses a la organización Birthright Israel desde el año 2007.

## Críticas
El programa Birthright Israel ha sido criticado por las siguientes razones:

### Escenario político de los participantes
Birthright Israel tiene un proceso pre-viaje para determinar la elegibilidad de los postulantes. Como Salon.com reportó, las opiniones políticas de los candidatos son tenidas en cuenta: "Candidatos potenciales que sean descubiertos teniendo una 'agenda oculta' no serán factibles de ser incluidos en los viajes de [Birthright]". Sin embargo, lo que constituye una "agenda oculta", no es aclarado por los organizadores de Birthright, ni se muestra como es el proceso de determinación.

### Balance político de los líderes de grupo
Debido a que cada viaje es organizado y se desarrolla de manera distinta, las discusiones sobre temas políticos son a discreción de los organizadores del viaje. Hay artículos que afirman que, de acuerdo testimonios de participantes, los viajes carecieron de discusiones sobre el conflicto árabe-israelí o directamente no incluyeron discusiones políticas.

## Programas parecidos
Organizaciones como Birthright Unplugged fueron fundadas como respuesta a diversos cuestionamientos y críticas. El objetivo de esta organización es mostrar a personas de todo el mundo el pueblo y la sociedad palestina, y dar a conocer su realidad política, llevando grupos a ciudades palestinas, a pueblos y campos de refugiados, apoyando al movimiento Boicot, Desinversiones y Sanciones (BDS) contra Israel. Los viajes están disponibles para cualquier persona que desea conocer la situación del pueblo palestino. El programa lleva a cabo diversas actividades realizadas en nombre de los palestinos, incluido el apoyo a las sanciones y el boicot contra Israel.
Debido al éxito de Birthright Israel, otras comunidades han decidido llevar a cabo programas parecidos, entre estos programas cabe mencionar: Birthright Armenia, un programa organizado por la comunidad armenia, y Journey to Greece, un programa organizado por la comunidad griega. La organización Irishway organiza viajes a Irlanda para los estudiantes de educación secundaria estadounidenses y canadienses de origen irlandés.
El programa Know Thy Heritage (conoce tu herencia) ha sido creado por la Fundación Ecuménica Cristiana de Tierra Santa (en inglés: Holy Land Christian Ecumenical Foundation) (HCEF) esta entidad, organiza viajes a Palestina, para los jóvenes palestinos que residen en otros países. El programa empodera a los jóvenes palestinos en la diáspora mediante el fortalecimiento del conocimiento de su identidad, cultura, historia y tradiciones palestinas, así como su comprensión del entorno económico palestino, el panorama político y las estructuras sociales.